# Virmalaid
Virmalaid ist eine unbewohnte Insel, 420 Meter von der größten estnischen Insel Saaremaa entfernt. Die Insel liegt in der Landgemeinde Saaremaa im Kreis Saare. Sie liegt in der Bucht Saastna laht im Kahtla-Kübassaare hoiuala.
Tõõdilaid ist 350 Meter lang und 180 Meter breit.